# ACCA (формула)
Формула ACCA — это формула рекламного сообщения, которая в процессе рекламного воздействия сводит большинство клиентов к определенной целевой аудитории, которая в конечном итоге и совершает действие. В результате, из всей целевой аудитории, которая подверглась рекламному воздействию, остаются только те клиенты, которые прошли через все этапы данной формулы.

## Структура формулы

### А — внимание
Первый этап «Attention» заключается в том, чтобы привлечь внимание клиента. На данном этапе необходимо использовать такие инструменты как: Яркий заголовок, содержательный первый абзац текста и качественное графическое оформление. Главной задачей на этом этапе остается привлечение внимания клиента.

### C — понимание
Второй этап называется «Comprehension». Здесь необходимо вызвать у читателя не только интерес, но и понимание рекламного сообщения.

### С — убеждение
Третий этап «Conviction», здесь необходимо убедить клиента, что он сделал правильный выбор, для этого можно использовать такие инструменты как отзывы, оценка репутации компании и т. д.

### А — действие
Заключительный этап «Action». На этом этапе необходимо призвать клиента совершить действие. Архивная копия от 23 апреля 2019 на Wayback Machine

## Эффективность и целеполагание формулы АССА
Формула АССА ориентируется на рациональное мышление потребителя, для того чтобы убедить клиента, необходимо доказать ему, что наш продукт — это то, что ему нужно. Формула АССА преимущественно направлена на сегмент рынка B2C и B2B.  Архивная копия от 27 мая 2019 на Wayback Machine